# Albumina
Albumina (latim: albus, branco) é uma família de proteínas globulares solúvel em água, moderadamente solúvel em soluções salinas, e que sofre desnaturação com o calor.
Proteínas desta classe são encontradas no plasma, e diferem das outras proteínas plasmáticas porque não são glicosiladas. Substâncias que contêm albuminas, como a clara do ovo, são designadas por albuminoides. No leite também pode ser encontrada albumina, embora a caseína seja predominante.
Principal proteína do plasma sanguíneo, é sintetizada no fígado, pelos hepatócitos.
A reposição de albumina é usada, na medicina, em tratamentos relacionados com queimaduras e hemorragias graves. Uma pessoa com queimaduras do terceiro grau em 30 a 50% do seu corpo necessitaria de 600 gramas de albumina. São necessários 10 a 15 litros de sangue para extrair-se essa quantidade de albumina. Também pode ser usada para recuperação de pessoas submetidas a cirurgias plásticas como a lipoaspiração, pois a albumina ajuda a desinchar.
A concentração normal de albumina no sangue animal fica entre 3,5 e 5,0 gramas por decilitro, e constitui cerca de 50% das proteínas plasmáticas. Outro grande grupo de proteínas presentes no plasma são as globulinas. A albumina é fundamental para a manutenção da pressão osmótica, necessária para a distribuição correta dos líquidos corporais entre o compartimento intravascular e o extravascular, localizado entre os tecidos. A membrana basal do glomérulo renal, permite alguma filtração glomerular da albumina, em quantidade mínimas (1 a 2 g/dia, podendo chegar a 8g). A maior parte dessa albumina acaba sendo reabsorvida pelos túbulos contorcidos proximais dos néfrons e apenas 20mg são excretados na urina. A presença de albumina na urina pode ser confirmada com um teste de urina de rotina e é indício de doença renal ou extrarrenal.

## Funções da albumina
- Manutenção da pressão osmótica.
- Transporte de hormônios tiroideais.
- Transporte de hormônios lipossolúveis.
- Transporte de bilirrubina não conjugada.
- União competitiva com íons de cálcio.
- Controle do pH.
- Regular a quantidade de agua entre os tecidos e o sangue.

## Causas da deficiência de albumina
- Insuficiência hepática: Por diminuição da produção.
- Desnutrição.
- Síndrome nefrótica: Por permitir sua excreção urinária.
- Transtornos intestinais: Perda na absorção de aminoácidos durante a digestão (levando à desnutrição) e perda por diarreias.
- Enfermidades genéticas que provocam hipoalbuminemia (muito raras).

## Tipos de albumina
- Seroalbumina: é a proteína do soro sanguíneo.
- Ovoalbumina: é a albumina da clara do ovo.

A Ovoalbumina, proteína maioritária do ovo, possui propriedades antigênicas resistentes à desnaturação térmica, é termoestável.
- Lactoalbumina: é a albumina do leite.